# 沈凡
沈凡（1962年8月—），男，汉族，宁夏中宁人，中华人民共和国政治人物，现任宁夏回族自治区人大常委会副主任，中共宁夏回族自治区党委组织部副部长。